# Ralstonia solanacearum

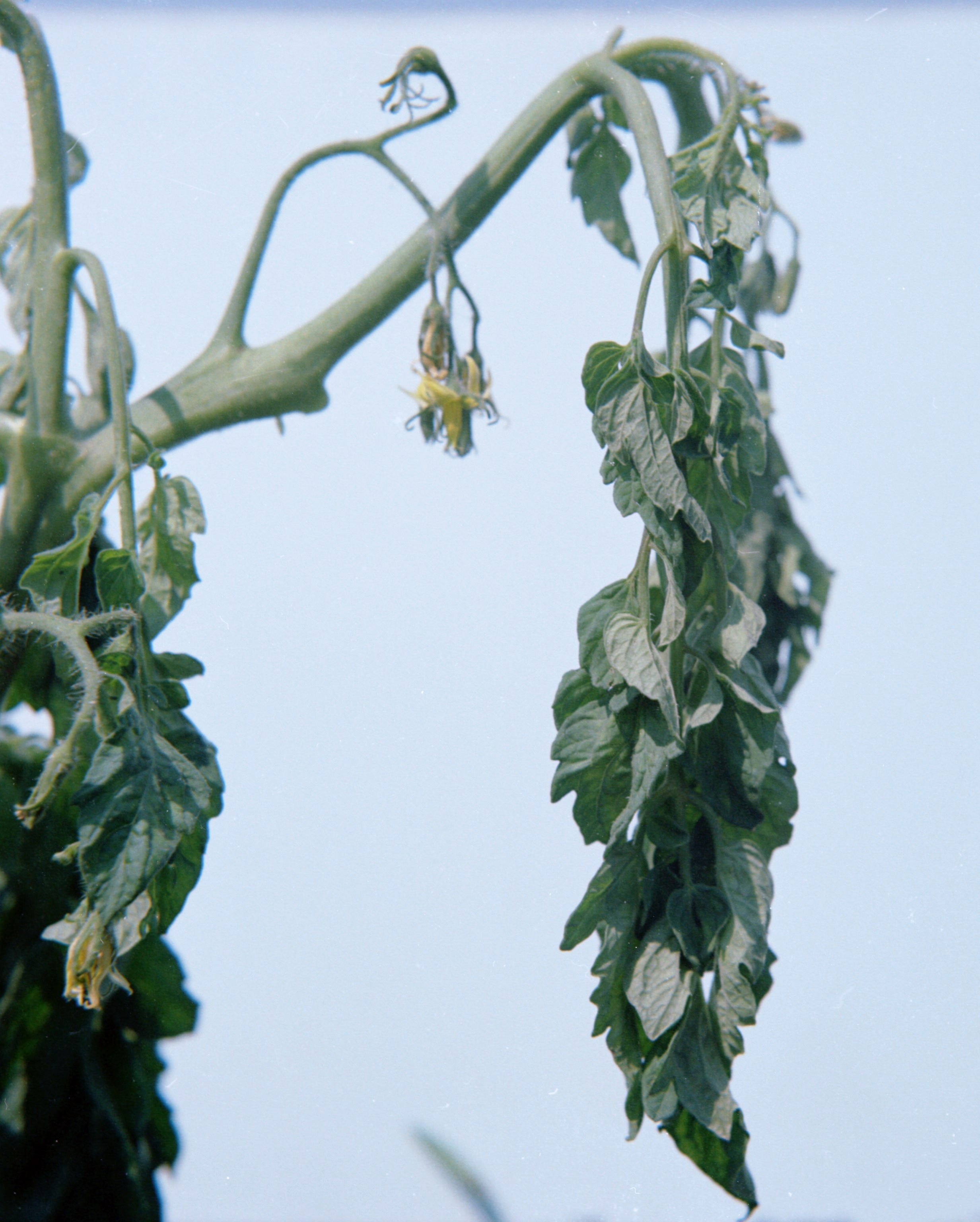
Symptomy napadení Ralstonia solanacearum

Ralstonia solanacearum známá u nás pod názvem hnědá hniloba bramboru je aerobní, gramnegativní bakterie, která je rostlinným patogenem. Přenáší se půdou a vodou, je aktivně pohyblivá, pohybuje se pomocí bičíků. Napadá vodivá pletiva, což způsobuje bakteriální vadnutí u velmi široké škály potenciálních hostitelů. Ralstonia solanacearum byla mezi prvními patogeny chorob, u kterých Erwin Frink Smith prokázal, že je způsobují bakteriální patogeny. Vzhledem ke své patogenitě a nebezpečnosti je patogen R. solanacearum nyní intenzivněji studován. Původně se Ralstonia solanacearum vyskytovala v tropických, subtropických oblastech a v teplém mírném podnebí, ale nezdálo se, že by byla schopna přežít nízké teploty.

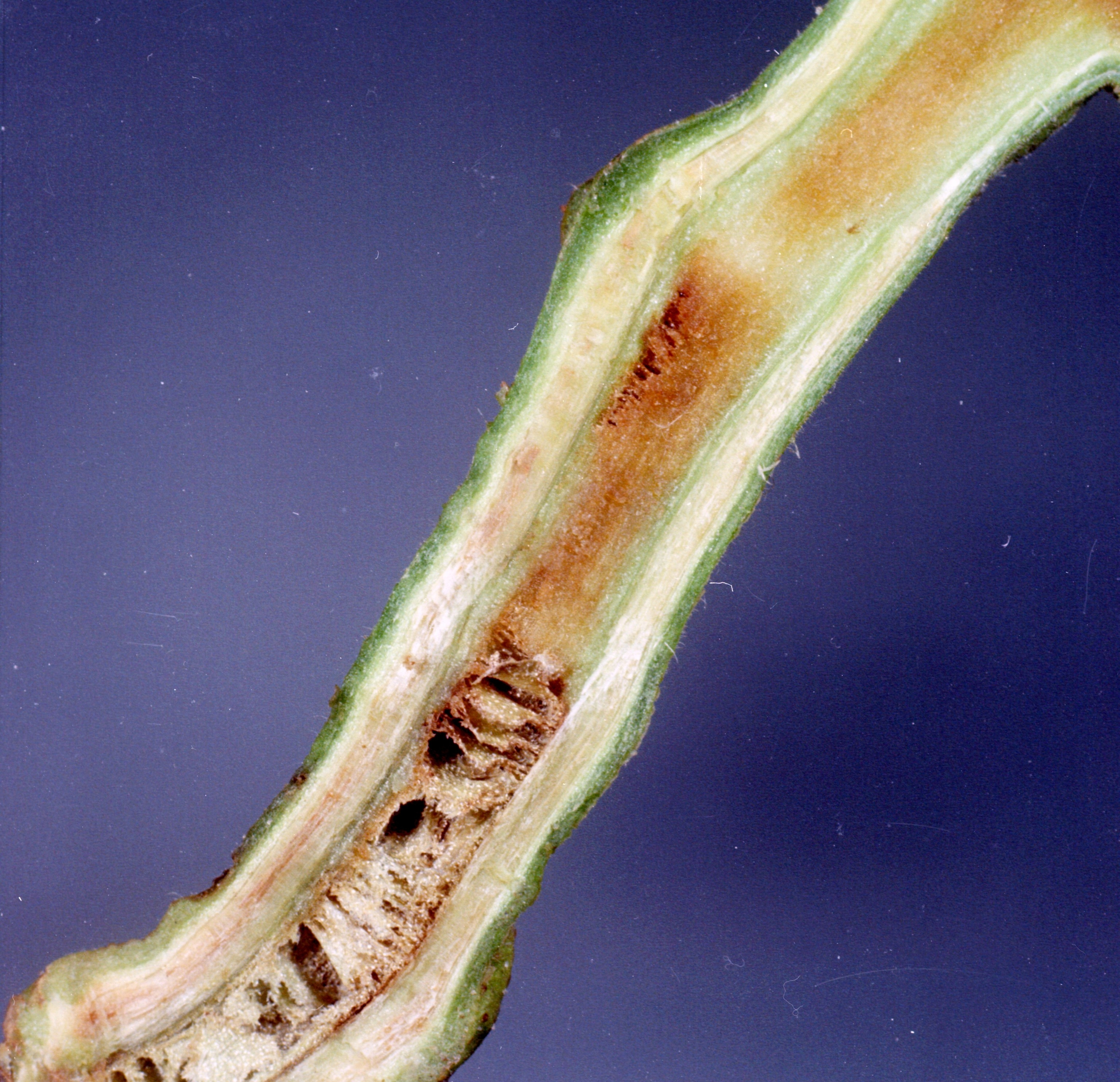
Ralstonia solanacearum, symptom.

## Synonyma patogena
Seznam podle EPPO pro patogena Ralstonia solanacearum.

### Vědecké názvy
- Bacterium solanacearum
- Burkholderia solanacearum
- Pseudomonas solanacearum
- Xanthomonas solanacearum

### České názvy
Hnědá hniloba bramboru

## Historie
Původce choroby byl popsán v USA v roce 1896. Jeden z typ, biovar byl popsán v Evropě v polovině dvacátého století, od původního patogena se lišil výběrem hostitelských rostlin a optimem teplot. V rámci rozlišování různých ras patogena má pro ČR má největší význam rasa 3, biovar 2.

### Import patogena do Evropy
V prosinci 1999, bylo ve Velké Británii zjištěno na vzorku importovaných řízků Pelargonium zonale napadení Ralstonia solanacearum. Od září do prosince 2000 bylo bakteriálního vadnutí diagnostikováno v několika pěstírnách pelargonií v Belgii, Německu a Nizozemsku. R. solanacearum biovar 2 a 3 byly pozitivně izolovány a identifikovány. Průzkumy dohledaly původ infekcí na řízkách vyrobených v Keni pro Evropský trh. V Keni bylo zjištěno, že ke kontaminaci pravděpodobně došlo prostřednictvím kontaminované povrchové (říční) vody používané k zavlažování ve školkách. Infekce byla zjištěna na různých kultivarech. Školky v Keni přijaly přísná hygienická opatření, začaly používat dezinfekci vody a odstranily všechny infikované a pravděpodobně infikované rostliny. 

## Zeměpisné rozšíření
Severní Amerika, Jižní Amerika. Původně se Ralstonia solanacearum vyskytovala v tropických, subtropických oblastech a v teplém mírné podnebí.
V databázi EPPO PQR (EPPO plant quarantine information retrieval systém) uváděny jako země s výskytem tyto země: v Asii – Bangladéš, Čína, Indie, Indonésie, Írán, Japonsko, Libanon, Nepál, Pákistán, Filipíny, Srí Lanka a Tchaj-wan, v Africe – Burundi, Egypt, Keňa, Libye, Reunion, Jihoafrická republika a Zambie, na amerických kontinentech – Argentina, Bolívie, Brazílie, Kolumbie, Chile, Mexiko, Peru, USA, Uruguay a Venezuela, ze zemí Oceánie jsou to Austrálie a Papua Nová Guinea.

### Výskyt v Evropě
V Evropě byl prokázán výskyt bakterie Ralstonia solanacearum rasa 3 v Belgii, Francii, Německu, Maďarsku, Holandsku, Rusku, Srbsku a Černé Hoře, Slovensku, Slovinsku a Velké Británii.
Bakterie R. solanacearum se podle prováděcího nařízení Komise (EU) 2019/2072, přílohy II řadí mezi karanténní škodlivé organismy pro EU, jejichž výskyt je na území EU znám.

### Výskyt v Česku
V České republice byla bakterie prokázána poprvé v roce 2010 na Labi a je dále pravidelně monitorována. V případě potvrzeného výskytu je takový zdroj vody označen za zamořený a je zakázáno použití k zavlažování brambor, rajčat a jiných lilkovitých rostlin.

## Popis
R. solanacearum je gramnegativní tyčinkovitá bakterie s jedním polárním bičíkem. Kolonie na kultivačních médiích jsou zpočátku hladké, krémové, lesklé, ale stářím hnědnou. Bakterii je možné získat z infikovaných hlíz nebo stonků, vytlačením bakteriálního slizu.

## Hostitel
Ralstonia solanacearum infikuje více než 250 druhů rostlin ve více než 50 rodů. Patogen způsobuje bakteriální vadnutí rajčete, papriky, lilku a pelargonií. Více jsou napadány dvouděložné než jednoděložné rostliny. Důvod, proč jsou některé rody náchylnější k bakteriálnímu vadnutí je stále neznámý. Tento patogen byl na začátku 21. století zjištěn na muškátech (Pelargonium spp.) ve Wisconsinu, USA. Byl vystopován u dovozců řízků muškátu do Severní Ameriky a Evropy z tropů. Mezi přirozené hostitele náleží také ostálka (Zinnia) a pravděpodobně i lichořeřišnice (Tropaeolum majus). 
Častí hostitelé:
- brambor (Solanum tuberosum)
- rajče (Lycopersicum esculentum)
- lilek (Solanum melongena)
- banánovník (Musa spp)
- muškáty (Pelargonium)
- zázvor (Zingiber officinale)
- tabák (Nicotiana tabacum)
- paprika (Capsicum spp)
- olivy (Olea europea)
- lilek potměchuť (Solanum dulcamara)

## Příznaky
Vadnutí během dne. Rostliny mají tendenci regenerovat v noci. U rostlin s velkými listy mohou vadnout tkáně jen na jedné straně střední žíly listu . To je velmi charakteristické pro tabák. Postižené listy žloutnou a zůstávají zvadlé. Oblast mezi listovými žilkami odumírá a hnědne. Hlavní stonek napadených rostlin zůstává ve vzpřímené poloze, ale všechny listy mohou vadnout a odumírat. Mezi příznaky patří světle hnědé až žlutohnědé zbarvení vodivých pletiv. Dlouhé úseky infikovaných stonků mohou vykazovat odlišné zbarvení, tmavě hnědé až černé pruhy v cévní tkáni, jak nemoc postupuje. Dřeň a povrch stonku se v průběhu choroby mění na tmavě hnědou.
Pelargónie: Vadnutí začíná spodními listy a řapíky a postupuje rostlinou. Listy vadnou a jsou chlorotické, nebo jsou chlorotické části listů, objevují se nekrotické okraje listů. Žádné listové skvrny nejsou zřejmé. Nakonec celá rostlina zcela zvadne. Na řezu stonku je viditelný bílý výtok slizu.
Brambory: Vadnutí a žloutnutí listů, jakož i celkové zakrnění rostliny jsou typické příznaky. Vadnutí listů se projevuje nejvíce na konci dne, ale v noci mizí. Listy mohou také získat bronzový nádech, stonky se mohou stát žíhané a očka hlíz ztrácí barvu. Hlízy také začnou hnít, pokud jsou ponechány v zemi. S rozvojem choroby se mohou na stoncích objevit pruhovité hnědé léze zhruba 2–3 cm nad povrchem půdy. Rostlina nakonec hyne. Hnědé zbarvení cévních svazků. Hnis může vytékat z cévních svazků, když jsou hlízy stisknuty. Sliz může vytékat z oček a připojení kořene na hlízách brambor. Části stonku seříznuté a vložené do vody vylučují ve sklenici viditelné mléčně bílé provazce tekutiny. Často dochází k jevu, že masa zeminy se přilepí kolem oček k hlízám. 
Lilek rajče: Jako první bývají postiženy nejmladší listy, jejichž vzhled je ochablý. Mladší listy rostliny vadnou a na stonku se mohou objevit adventivní kořeny. Cévní systém se stane postupně tmavším a zhnědne, jak nemoc postupuje. Jsou-li však příhodné podmínky pro rozvoj patogena, může okamžitě následovat vadnutí celé rostliny. Jestliže nejsou zcela příznivé podmínky, rozvoj choroby probíhá pomaleji. Cévní pletiva stonku jsou zahnědlá. Při příčném proříznutí stonku jsou patrné kapky bílého až nažloutlého slizu.

### Možnost záměny
Příznaky na muškátech jsou velmi podobné těm, které způsobuje bakterie Xanthomonas campestris pv. pelargonii (XCP) Nicméně, zatímco XCP může způsobit skvrny na listech, Ralstonia ne.  Vadnutí může způsobit celá řada patogenů a fyziologických poruch.

## Význam
Ralstonia solanacearum je klasifikována jako jedna z nejvýznamnějších světových fytopatogenních bakterií díky své smrtící schopnosti, vytrvalosti, velkému počtu hostitelů a širokému geografickému rozšíření. I když patogen působí velké ztráty výnosů v tropech a subtropech, v současné době je hrozbou už i v mírném podnebí.
Ralstonia solanacearum napadá velmi širokou škálu plodin. Vyskytuje se v některých částech Evropy. Celosvětově nejvýznamnější postižené plodiny jsou: brambory, rajčata, tabák, banány a pelargonie. Ve Velké Británii a zbytku EU jsou nejdůležitějšími napadanými plodinami brambor a rajčata.
Hnědá hniloba brambor způsobená Ralstonia solanacearum patří mezi nejzávažnější choroby bramboru po celém světě. Patogen Ralstonia solanacearum je zodpovědný za odhadované ztráty 950 000 000 dolarů ročně.
Úplné zničení sklizně rajčat bylo pozorováno v Indii, v Řecku choroba způsobila dramatické ztráty na výnosech brambor.
Varieta 3 patogenu je tolerantní k chladu a je klasifikována jako karanténní patogen. Kromě toho je tento biovar uveden jako možné nebezpečí, které může bakterie představovat jako bioteroristická nebo biologická zbraň.

## Biologie
Původce hnědé hniloby bramboru se nechová jako jeden bakteriální druh, který má danou morfologii a okruh hostitelských rostlin. Jedná se o komplex variet, které různí autoři popisují jako skupiny, rasy, biovary apod. Podle okruhu hostitelů jsou rozlišovány tři skupiny:

### Rasa 1
Rasa 1 má široký hostitelský okruh, ČR rasa 1 může šířit ve skleníkových kulturách.

### Rasa 2
Rasa 2 , jejíž teplotní optimum je stejné jako u rasy 1, napadá triploidní banánovník a rostliny rodu Heliconia.

### Rasa 3
Pro státy EU je z hospodářského hlediska nejvíce důležité rozpoznání a zamezení šíření patogena rasy 3, neboť je přizpůsobená mírnému klimatu a jeho šíření, zejména díky malé osvětě, by tedy mohlo být velmi nebezpečné. Choroba napadá z významných plodin především brambor a rajče.

### Životní cyklus
Ralstonia solanacearum může přezimovat v rostlinných zbytcích nebo v napadené rostlině, volně žijících hostitelích, v semenech nebo vegetativních orgánech jako jsou hlízy. Bakterie mohou přežívat po dlouhou dobu ve vodě (až 40 let při teplotě 20–25 °C v čisté vodě). Infikovanou zeminu nelze znovu použít pro citlivé plodiny po několik let.
Některé zdroje uvádí že patogen ve většině případů není pro zemědělství hrozbou, protože se bakterie obvykle stávají avirulentní po zotavení. R. solanacearum se může šířit z kořenů symptomatických a nesymptomatických rostlin a být přenášen hmyzem a vodou.
Infekce obvykle napadá rostliny přes poškození. Bakterie mohou získat přístup k ráně částečně pomocí pohybu bičíky, orientujíce se podle kořenových výměšků rostliny. Po infekci citlivého hostitele se R. solanacearum množí, pohybuje se cévními svazky rostlinou a způsobuje příznaky bakteriálního vadnutí (vadnutí by mělo být považováno za nejvíce viditelný nežádoucí účinek, který obvykle nastane po rozsáhlé kolonizaci patogenem).

## Šíření
Přirozené šíření většiny ras R. solanacearum je pomalé a omezené. Výjimku však představuje rasa 2, která způsobuje Moco chorobu banánovníku,
kde je známo, že je přenášená hmyzem a potenciál šíření je značný. Nejvýznamnější způsob šíření choroby je při přepravě bramborové sadby a dalších vegetativních částí hostitelských rostlin lodní dopravou.
Velký počet bakterií R. solanacearum se může šířit z kořenů symptomatických a nesymptomatických rostlin. Bakteriální sliz na povrchu rostlin (který se obvykle používá jako znak pro detekci), může vytékat do okolní půdy a vody, kontaminovat zemědělskou techniku nebo může být přenášen hmyzem. Kromě toho může být parogen šířen z kontaminovaných rostlin záplavovou vodou, zavlažováním, kontaminovaným nářadím nebo infikovanými semeny. V severní Evropě se patogen šíří populací plevelů z čeledi lilkovitých, které rostou u pomalu tekoucích řek. Je-li například kontaminovaná voda použita k zavlažování brambor, patogen je šířen produkovanými hlízami. Některé státy EU a země Středního východu se zatím marně snaží o eradikaci tohoto patogenu.

## Ochrana rostlin
Výsadba odolných kultivarů obvykle minimalizuje škodlivé účinky patogenu, i když v současné době nejsou k dispozici zcela rezistentní kultivary. Střídání plodln s ohledem na citlivé a odolné plodiny pomáhá při zmírňování četnosti napadení. 

### Prevence
Bezinfekčnost rozmnožovacího materiálu je nutností.

#### Chemická ochrana
Chemická ochrana je všeobecně neúčinná při kontrole tohoto patogenu. Půdní fumiganty vykazují slabý nebo žádný účinek a antibiotikum (streptomycin, ampicilin, tetracyklin a penicilin) jsou téměř neúčinná a v ČR zakázaná. Nedoporučuje se krájení hlíz sadbových brambor, neboť při krájení hlíz se výskyt choroby může zvýšit až 2,5x a výnosové ztráty mohou být více než 40 %.

#### Agrotechnická opatření
V oblastech, kde je patogen endemický, je nejlepší strategií snížit dopady napadení. Doporučuje se pH půdy držet na nízké úrovni, v létě (4–5), a vyšší na podzim (8).

#### Karanténa
V některých zemích, např. státech EU a USA je patogen karanténním organismem. Původce hnědé hniloby bramboru bakterie Ralstonia solanacearum je v ČR registrovaný škodlivý organismus, který je zakázáno zavlékat a rozšiřovat na území Evropských Společenství.